# Autoroute A52 (France)
Pour les articles homonymes, voir A52.
En France, l'A52 est une autoroute reliant le péage de La Barque sur l'A8 (commune de Fuveau) à Aubagne sur l'A50.
Longue de 26 km, elle est payante (sauf à l'est d'Aubagne) et est gérée par Escota. Cette autoroute est couverte par Radio Vinci Autoroutes (107.7FM).

## Historique

### Premiers projets et A52 historique
À l'origine, l'autoroute A52 reliait Marseille à Auriol, dans le but d'offrir une liaison rapide entre Marseille et Nice. Le premier tronçon, connu alors sous le nom d'autoroute Est, prit le numéro A52 en 1963. Deux branches étaient alors prévues pour relier Marseille à Toulon et à Nice. Une autoroute B52 est alors entreprise permettant à la fois une liaison entre Marseille et Nice d'une part et entre Aix-en-Provence et Toulon d'autre part.
Du côté de Saint-Maximin-la-Sainte-Baume, une bretelle a été réalisée au départ de l'autoroute A8 mais la question d'une autoroute entre Auriol et Saint-Maximin a été abandonnée au profit d'une série d'aménagements sur la route nationale 560.
L'ancienne A52 est renumérotée en 1982 en quatre numéros différents, seul le tronçon entre le nord d'Aubagne et Roquevaire ayant gardé son numéro d'origine : A50 entre Marseille et Aubagne, A501 au nord-ouest d'Aubagne et A520 (d'abord A53 puis A521) jusqu'à Auriol au débouché sur la RN 560.

### L'actuelle A52
L'autoroute est concédée à ESCOTA en 1973.
La liaison entre Aix-en-Provence et Aubagne ouvre en plusieurs étapes :
- entre l'échangeur A8 et celui de Pas-de-Trets en 1978 ;
- entre Pas-de-Trets et Pont de l'Étoile en 1974 ;
- entre Pont de l'Étoile et Aubagne (au droit de la bifurcation A50) en 1975.

Toutes ces sections ont pris le nom de B52 jusqu'en 1982.

### Aménagements
Un échangeur est créé à Belcodène entre l'échangeur A52/A8 et la sortie 33 (Pas-de-Trets). Annoncé en 2012 mais retardé en raison de problèmes de financements, et déclaré d'utilité publique en 2015, il a été inauguré le 13 janvier 2022. L'objectif est de réduire le trafic routier sur l'échangeur de Pas-de-Trets et la RD 96, qui enregistre un trafic de 22 000 véhicules par jour selon le maire de Roquevaire, Yves Mesnard. Le projet comprend une seule gare de péage, quatre bassins, une zone humide pour la protection de la biodiversité et la création d'un giratoire débouchant sur les routes départementales 96 et 908.

## Parcours
Section concédée à Escota et payante.
- Échangeur entre A52 et A8 à 0 km : Lyon, Aix-en-Provence, Nice, Cannes, Fréjus, Saint-Raphaël
- 33 Belcodène à 7 km : Gréasque, La Bouilladisse, Belcodène
  -  Aires de service de Marcel Pagnol (sens Aix - Aubagne),  de Manon des Sources (sens Aubagne - Aix)
- 33.1 Pas-de-Trets à 15 km : Roquevaire, Auriol, La Destrousse, La Bouilladisse
- Échangeur entre A52 et A520 à 17 km : Saint-Zacharie, Auriol (demi-échangeur ; de et vers Aubagne)
- Péage du Pont de l'Étoile
- 34 Gémenos à 22 km : Gémenos, Circuit du Castellet (demi-échangeur ; de et vers Aix-en-Provence)
- Échangeur entre A52 et A501 à 23 km : Marseille (A50), Aubagne - centre
- 35 Aubagne à 25 km : Aubagne - Les Passons, Site des Paluds, Gémenos, Cuges-les-Pins
- Échangeur entre A52 et A50 à 26 km : Toulon, La Ciotat

## Lieux sensibles
- L'échangeur entre les autoroutes A501 et A52, situé juste après la barrière de péage du Pont de l'Étoile en direction de Marseille ou de Toulon.